# Etagnières
Etagnières – miejscowość i gmina (commune) w zachodniej Szwajcarii, w kantonie Vaud, w okręgu (district) Gros-de-Vaud.  

## Demografia
W Etagnières mieszkają 1153 osoby. W 2021 roku 20,6% populacji gminy stanowiły osoby urodzone poza Szwajcarią. 

## Transport
Przez teren gminy przebiega droga główna nr 5.